# Piotr Pustelnik
14 sommets de plus de 8 000 mètres d'altitude
Piotr Pustelnik (1er juillet 1951, Łódź, Pologne) est un alpiniste polonais. Il a gravi les 14 sommets de plus de huit mille mètres.